# David Santsalvador
David Santsalvador (Niça 1909 – Front de l'Ebre 1938), que en realitat es deia Desiré Santsalvador, fou un dibuixant català.
Assidu del Cercle Artístic de Sant Lluc (des 1930), es dedicà al dibuix professionalment des del 1932. Formà part d'un grup que es deia Associació dels Idealistes Pràctics, i col·laborà com il·lustrador de premsa a diverses publicacions, amb un estil sintètic i precís ("La Humanitat", "L'Instant", "El Noticiero Universal", "Solidaridad Obrera", "Brisas", "Clarisme", "Nova Ibèria", "La Rambla", ...). Va fer una àmplia galeria de dibuixos de personatges catalans de la seva època, al carbonet, que no desdiu de sèries semblants anteriors com les de Ramon Casas o Ferran Calicó. El gruix dels seus dibuixos es conserva a la Biblioteca de Catalunya.
Mobilitzat per la guerra civil, morí al front.
El Fons de David Santsalvador es conserva a la Biblioteca de Catalunya